# Tokio Hotel
Tokio Hotel ist eine deutsche Band, die aus dem Raum Magdeburg stammt. Sie wurde 2005 mit dem Song Durch den Monsun bekannt. Mit vier Nummer-eins-Singles in Deutschland und Österreich sowie über zehn Millionen verkauften Tonträgern (Stand 2020) gehört sie im deutschsprachigen Raum zu den kommerziell erfolgreichsten Bands.
Das Musiklabel Universal Music vermarktete die Band von 2007 bis 2016 in weiten Teilen Europas, aber auch in Nord- und Südamerika. Anfang Oktober 2009 wurde mit dem dritten Studioalbum Humanoid erstmals ein Album der Band weltweit zur gleichen Zeit veröffentlicht.

## Bandgeschichte

### Gründung
Die eineiigen Zwillinge Bill und Tom Kaulitz machen seit ihrer Kindheit zusammen Musik. Musikalisch gefördert wurden sie dabei von ihrem Stiefvater, der selbst als Musiker in Magdeburg aktiv ist. Bei einem Auftritt 2001 in ihrer Heimatstadt Magdeburg unter ihrem Duettnamen Black Questionmark trafen sie Gustav Schäfer (Schlagzeuger) (* 8. September 1988 in Magdeburg) und Georg Listing (* 31. März 1987 in Halle (Saale)), mit denen sie im Folgenden regelmäßig im Raum Magdeburg auftraten. Aufgrund einer positiven Zeitungskritik über Toms „teuflischen Gitarrensound“ benannte sich das Quartett in Devilish um.
Bill Kaulitz nahm im Alter von 13 Jahren an der Kinderausgabe der Castingshow Star Search teil. Nach einem lokalen Auftritt wurde die Band 2003 vom Musikproduzenten Peter Hoffmann im Gröninger Bad im Magdeburger Stadtteil Salbke entdeckt. Sony BMG Music Entertainment nahm die Gruppe schließlich unter Vertrag. Hoffmann holte David Jost und Pat Benzner mit ins Produzenten- und Autorenteam und ließ die Bandmitglieder Gesangs- und Instrumentalunterricht nehmen. Kurz vor Veröffentlichung der ersten Platte kündigte Sony den Vertrag. 2005 nahm die Universal Music Group die Band unter Vertrag, die sich seit diesem Zeitpunkt Tokio Hotel nennt. Der Name klinge laut Bill Kaulitz „internationaler“.

### DebütalbumSchrei– 2005
Ihre Debütsingle Durch den Monsun erschien im August 2005. Das dazugehörige Video, das im Fernsehen ausgestrahlt wurde, bescherte der Band in kurzer Zeit viele überwiegend jugendliche weibliche Fans. Die Single erreichte in Deutschland und Österreich Platz 1 der Charts. Auch das Ende September 2005 veröffentlichte Debütalbum Schrei stieg in beiden Ländern an die Spitze der Charts. Das Album hat sich weltweit über 1,5 Millionen Mal verkauft.
Texte und Komposition der meisten Lieder des Albums Schrei entstanden unter Mitwirkung des Produzenten-Teams Dave Roth, Benzner und David Jost. Einzig Unendlichkeit wurde komplett von den Band-Mitgliedern selbst komponiert.

### Zweites AlbumZimmer 483– 2007
Im Februar 2007 erschien das zweite Album Zimmer 483, im Januar war bereits die Single Übers Ende der Welt ausgekoppelt worden. An deiner Seite (Ich bin da) war eine weitere Singleauskopplung. Von März bis November ging die Band auf Europatournee.

### Drittes AlbumHumanoid– 2009
Die deutsche und englische Fassung des dritten Albums Humanoid wurde im Oktober 2009 weltweit gleichzeitig veröffentlicht. Einen Monat zuvor war die erste Single des Albums Automatisch/Automatic erschienen. Die zweite Auskopplung World Behind My Wall erschien im März 2010. Das Album erreichte in mehreren Ländern Gold-Status, unter anderem auch in Taiwan. Im Februar startete mit Welcome to Humanoid City eine Europatournee durch 18 Länder. Die eigens für diese Show angefertigte Bühne wurde von Misty Buckley und ihrem Team, die bereits die Kulissen für den Film Das fünfte Element geschaffen hatten, geplant. Bills Bühnenoutfits wurden von den Designern Dean & Dan Caten von Dsquared² entworfen. Die DVD und CD zur Tour wurden im April im Mediolanum Forum in Mailand aufgezeichnet und erschienen im Juli 2010. Das Musikvideo zu Dark Side of the Sun ist ein Livemitschnitt, wurde jedoch nicht als Single veröffentlicht.

### Viertes AlbumKings of Suburbia– 2014
Immer wieder gab es 2013 Spekulationen über ein viertes Studioalbum, da die Band zu Beginn des Jahres selbst ein neues Album angekündigt hatte. Es wurde im Folgenden kommentarlos verschoben, bis Tokio Hotel schließlich im Oktober 2014 das Album Kings of Suburbia veröffentlichte.
Nachdem im September mit Run, Run, Run und Girl Got A Gun zwei Promotionsongs veröffentlicht worden waren, erschien mit Love Who Loves You Back die erste Singleauskopplung als Download. Zu allen drei Songs wurden Musikvideos gedreht. Im März 2015 erschien die zweite und letzte Single-Auskopplung Feel It All.
Der Longplayer wurde von der Fachwelt eher kritisch gesehen:

„Im Sound äußert sich das in einer aufgepumpten Reminiszenz an den fetten L.A.-Klang eines Billy Idol, die Gitarren von Bills Bruder Tom werden von der Elektronik meist überlagert, von vage zeitgemäßen Studiotricks und sogenannten Beats, die sich ohne größeren Widerstand der rhythmischen und harmonischen Harmlosigkeit fügen. ‚Kings of Suburbia‘ sei ‚das Gefühl, das alles bedeutet und gar nichts‘, sagt Bill zum Albumtitel. Nach Hören des Albums möchte man ihm nicht grundsätzlich widersprechen.“

Das Album war zum Verkaufsbeginn in 19 Ländern Platz 1 in den iTunes-Charts, davon in vier Ländern schon ca. einen Monat vor dem Erscheinen des Albums. Das Album erreichte Platz 2 der deutschen Charts.

### Fünftes AlbumDream Machine– 2017
Bereits im September 2015 wurde bekannt, dass die Band einen internationalen Kooperationsvertrag mit Studio 71, dem Multi-Channel-Network der ProSiebenSat.1-Gruppe unterzeichnet hatte. Im Januar 2016 gab die Band auf einer Vernissage im Berliner Hotel Adlon bekannt, dass sie in Berlin an einem neuen Album arbeite, das noch 2016 erscheinen solle. Laut Aussagen von Bill Kaulitz sei der Vertrag mit Universal Music ausgelaufen, so dass die Band das neue Album selbst produziere. Im Dezember 2016 wurde bekannt, dass die Band von Starwatch Entertainment unter Vertrag genommen wurde.
Im März 2017 erschien das fünfte Album mit dem Titel Dream Machine, das über das eigens gegründete Sublabel Devilish GbR unter exklusiver Lizenz des Major-Labels Sony Music veröffentlicht wurde. Die Vermarktung des Albums begann zum Jahresende mit der Veröffentlichung der Singles Something New und What If. Im Februar 2017 folgten Musikvideos zu den beiden Songs. Im März 2017 begann in London zudem die Dream Machine Tour der Formation durch Europa.
Im Oktober 2017 feierte die Banddokumentation Hinter die Welt beim Film Festival Cologne Premiere. Regie führte Oliver Schwabe. Im selben Monat erschien mit Boy Don’t Cry die dritte Singleauskopplung des Albums. Im Dezember 2017 wurde mit Easy die vierte und letzte Single des Albums veröffentlicht.

### Sechstes Album2001– 2022

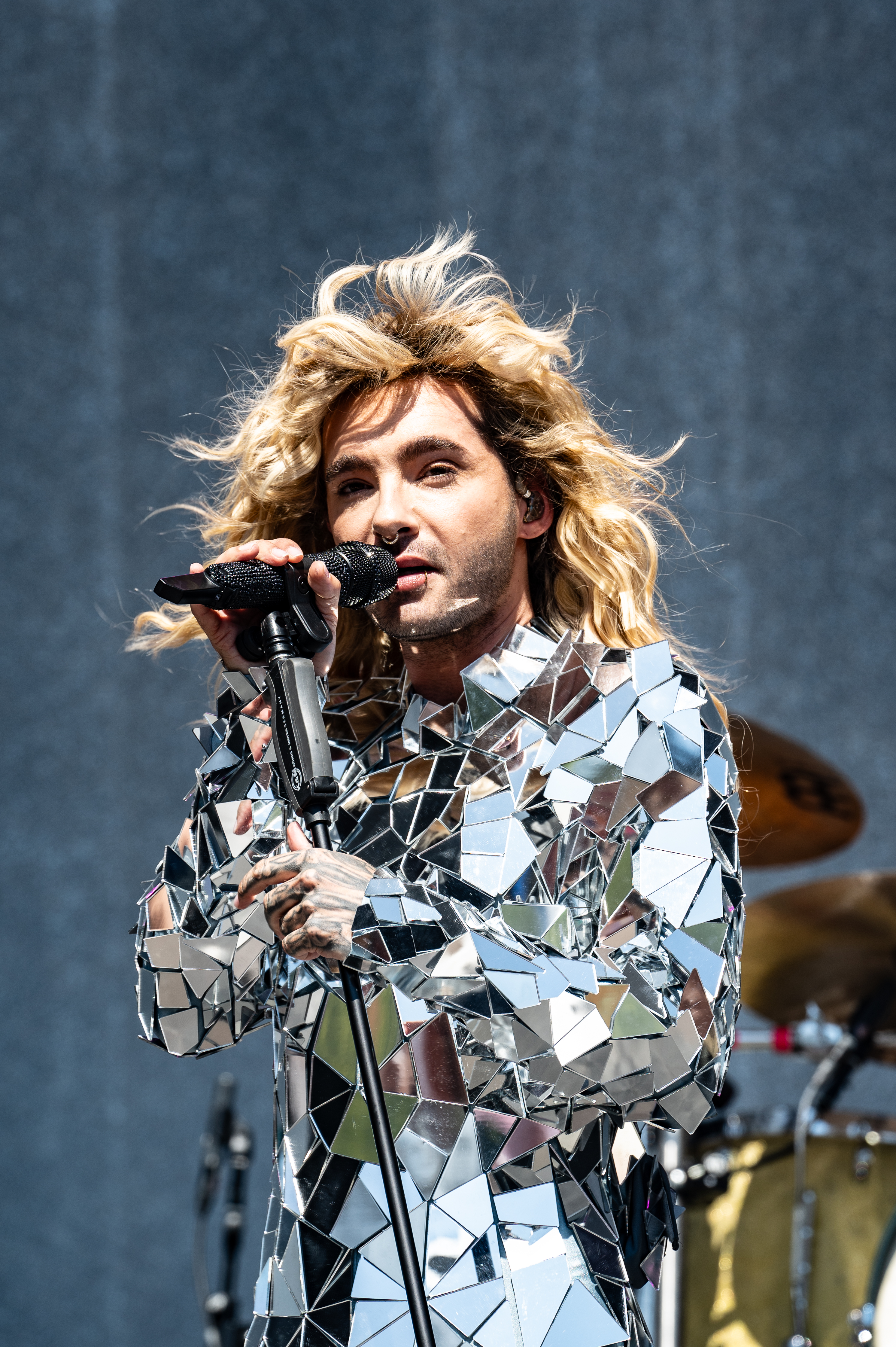
Konzert beim Superbloom-Festival in München 2024

Im Februar 2019 veröffentlichte die Band die Single Melancholic Paradise, die Titelsong der 14. Staffel der Castingshow Germany’s Next Topmodel wurde. Das Stück unterscheide sich stark von ihren bisherigen Veröffentlichungen, weil der Stilmix aus Funk, Soul und Pop das Lebensgefühl von Tom und Bill Kaulitz in Los Angeles und Kalifornien allgemein am besten widerspiegele, meinte dazu die Website Hollywoodtramp.de. Zur dazugehörigen Tournee, die im Frühjahr auch durch Deutschland führte, erwarteten Kritiker eine Zäsur vom bisherigen Tokio-Hotel-Sound. Im April 2019 erschien die Single When It Rains It Pours. Nachdem der Song bereits auf der Tour gespielt worden war, erschien mit Chateau im November 2019 eine weitere Single. Alle Singles erschienen unter dem Sublabel Devilish GbR unter Lizenz von Believe Digital.
Für März 2020 war eine Tour durch Lateinamerika geplant. Wegen der Covid-19-Pandemie wurde diese nach der Show in Guadalajara abgesagt. Ebenfalls wurde die Veröffentlichung des neuen Albums verschoben. Im September 2020 gab die Band anlässlich des 31. Geburtstag der Zwillinge bekannt, einen neuen Vertrag mit Sony Music und Epic Records abgeschlossen zu haben. Als erste Veröffentlichung erschien anlässlich des 15-jährigen Jubiläums im Oktober 2020 mit Durch den Monsun 2020 eine Neuauflage der Debütsingle und mit Monsoon 2020 eine Neuauflage der englischen Version. Im Dezember 2020 kam der Song Berlin mit der Sängerin VVAVES heraus. Er war zuvor bereits auf Konzerten gespielt worden.
Im Januar 2021 erschien die Single White Lies in Zusammenarbeit mit Vize, die sich als erste seit 2014 wieder in deutschen, österreichischen und schweizerischen Single-Charts platzieren konnte und in den drei Ländern Goldstatus erreichte. Im Mai veröffentlichte Tokio Hotel, erneut in Zusammenarbeit mit Vize, den Coversong Behind Blue Eyes, der die Charts nicht erreichte. Das zugehörige Musikvideo wurde live während des Finales von Germany’s Next Topmodel gedreht. Im August 2021 erschien die Single Sorry Not Sorry, bei der Tokio Hotel als Feature für den Rapper Badchieff auftreten. Im Oktober wurde mit Here Comes The Night eine weitere Single herausgebracht, und im Februar 2022 erschien Bad Love.
Im Juli 2022 erschien der Song Fahr mit mir (4×4), bei dem Tokio Hotel als Feature der Band Kraftklub auftrat. Im November 2022 erschien das nächste Album mit dem Titel 2001, der sich auf das Jahr der Bandgründung bezieht, als CD und Fanbox.

## Internationaler Erfolg

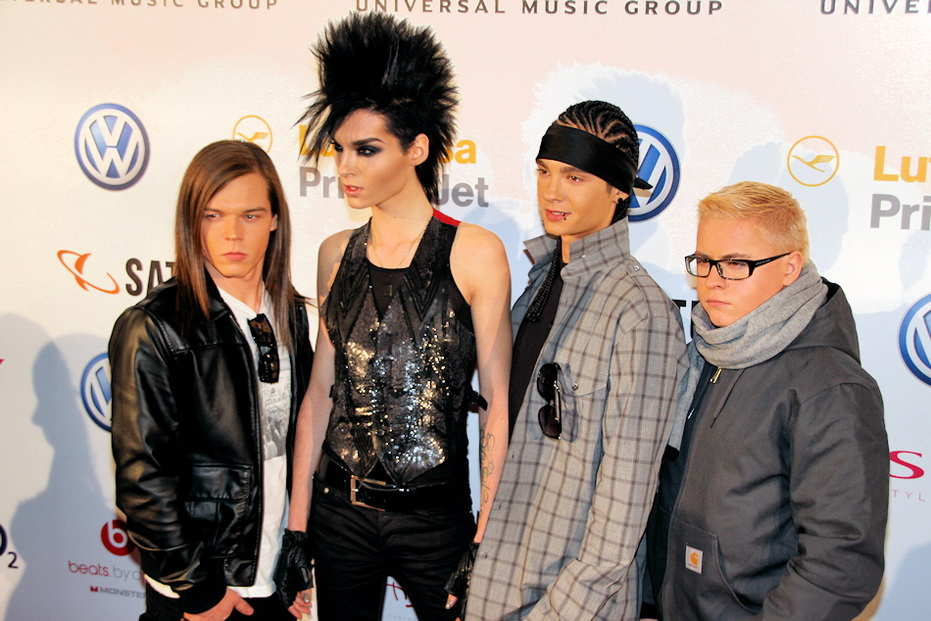
Tokio Hotel (2009)

Als eine von wenigen deutschsprachigen Bands wurde Tokio Hotel auch international erfolgreich und konnte unter anderem in vielen Ländern Europas, so z. B. in Frankreich sowie in Nord- und Südamerika eine Fan-Basis aufbauen. In den Vereinigten Staaten erreichte das Album Scream Platz 39 der offiziellen Billboard-Charts, in Kanada kam es auf Platz 6.
In Frankreich wurde im Herbst 2006 das Debütalbum veröffentlicht. Es erreichte in der ersten Woche Platz 19. Damit ist Tokio Hotel die erste deutsche Band, der mit einem Debütalbum der Direkteinstieg in die französischen Top 20 gelang. Durch den Monsun erreichte in Frankreich Platz 8. Im Februar 2007 erhielten die Bandmitglieder in Frankreich die Goldene Schallplatte für Schrei überreicht.
2007 konnten Tokio Hotel mit ihrem Song Monsoon Platz 1 der israelischen Airplaycharts erreichen. Nachdem israelische Fans in einer Petition um einen Auftritt in ihrem Land gebeten hatten, gab die Band im Oktober 2007 ein Konzert in Tel Aviv. Es kamen rund 3000 Zuhörer.
2008 steuerten Tokio Hotel mit By Your Side einen Titel zum Soundtrack des Hollywood-Films Prom Night bei. Bei der Mailänder Modewoche 2010 lief Bill Kaulitz für das Modelabel Dsquared2 über den Laufsteg. 2010 nahm die Band zusammen mit Kerli den Song Strange für den Soundtrack von Alice im Wunderland auf.

## Rückzug in die USA
Die intensive öffentliche Wahrnehmung, verbunden mit Stalking und einem Einbruch von Fans in der Villa der Brüder Kaulitz im Hamburger Umland bewogen die Band im Jahr 2010 zum Rückzug und die Brüder Bill und Tom Kaulitz dazu, nach Los Angeles zu ziehen. Bereits im April 2009 wurde bekannt, dass sowohl die Mitglieder der Band als auch Familienangehörige durch eine Gruppe von vier französischen jungen Mädchen, die vermummt und unter dem Namen „Les Afghanes on Tour“ („Die Afghaninnen auf Tour“) auftreten, verfolgt und bedroht wurden. In die Öffentlichkeit kam diese Nachricht, nachdem Tom Kaulitz im April 2009 an einer Hamburger Tankstelle eines der jungen Mädchen geschlagen haben soll, nachdem dieses eine Zigarette auf seinem Audi R8 ausgedrückt hatte. Sowohl die Band als auch die junge Französin erstatteten Anzeigen.
Nach eigenen Angaben wurde weiterhin an musikalischem Material gearbeitet, dessen Veröffentlichung jedoch lange offen war. Ab Dezember 2012 waren Bill und Tom Kaulitz Teil der Jury in der zehnten Staffel der Castingshow Deutschland sucht den Superstar.

## Öffentliche Wahrnehmung
Tokio Hotel ist eine Gruppe, die stark polarisiert. So wird die Band sowohl als „Teil einer gut ausgedachten Marketing-Strategie“ wie auch als „authentisch“ wahrgenommen. In ihrer Musik und in ihren Texten, mehr noch aber in ihrem Äußeren und ihren Videos, bedienten sie sich vieler Anleihen aus der Rock-Musik. Ihre Liedtexte handeln von Liebe, Wut und Weltschmerz.
Mit vier Nummer-eins-Singles in Deutschland und Österreich sowie über zehn Millionen verkauften Tonträgern (Stand 2020) gehört sie im deutschsprachigen Raum zu den kommerziell erfolgreichsten Bands.
Laut Akiko Lachenmann, Autor der Stuttgarter Zeitung war die Band der Grundstein für die aufkommende Welle der Emo-Bewegung in Deutschland, allerdings ist die Gruppe, nach Meinung von Enrico Ippolito, Autor der taz, innerhalb dieser Szene unbeliebt.

## Musikvideos
- Der letzte Tag covert das U2-Video Where the Streets Have No Name und hält sich dicht am „Original“ (das seinerseits ein Remake des spontanen Beatles-Konzerts auf dem Dach ihrer Plattenfirma Apple Records 1969 in London war). Drehort für das Tokio-Hotel-Video war das Dach des Kosmos-Kinos in Berlin.
- Übers Ende der Welt enthält dramaturgische und bildästhetische Anleihen an Fritz Langs Metropolis und den Apple-Werbefilm 1984 aus dem Jahr 1984, der durch den Roman 1984 von George Orwell inspiriert wurde.

## Diskografie
Studioalben

| Jahr | Titel Musiklabel                             | Höchstplatzierung, Gesamtwochen, AuszeichnungChartplatzierungen (Jahr, Titel, Musiklabel, Platzierungen, Wochen, Auszeichnungen, Anmerkungen) | Höchstplatzierung, Gesamtwochen, AuszeichnungChartplatzierungen (Jahr, Titel, Musiklabel, Platzierungen, Wochen, Auszeichnungen, Anmerkungen) | Höchstplatzierung, Gesamtwochen, AuszeichnungChartplatzierungen (Jahr, Titel, Musiklabel, Platzierungen, Wochen, Auszeichnungen, Anmerkungen) | Höchstplatzierung, Gesamtwochen, AuszeichnungChartplatzierungen (Jahr, Titel, Musiklabel, Platzierungen, Wochen, Auszeichnungen, Anmerkungen) | Höchstplatzierung, Gesamtwochen, AuszeichnungChartplatzierungen (Jahr, Titel, Musiklabel, Platzierungen, Wochen, Auszeichnungen, Anmerkungen) | Anmerkungen                                                    |
| Jahr | Titel Musiklabel                             | DE | AT | CH | UK | US | Anmerkungen                                                    |
| ---- | -------------------------------------------- | --- | --- | --- | --- | --- | -------------------------------------------------------------- |
| 2005 | Schrei Island Records (UMG)                  | DE1 ×2Doppelplatin · (65 Wo.)DE | AT1 ×2Doppelplatin · (48 Wo.)AT | CH3 Platin · (53 Wo.)CH | — | — | Erstveröffentlichung: 19. September 2005 Verkäufe: + 1.500.000 |
| 2007 | Zimmer 483 Island Records (UMG)              | DE1 Platin · (36 Wo.)DE | AT2 Platin · (11 Wo.)AT | CH2 Gold · (16 Wo.)CH | — | — | Erstveröffentlichung: 23. Februar 2007 Verkäufe: + 523.000     |
| 2009 | Humanoid Stunner Records (UMG)               | DE1 (17 Wo.)DE | AT8 (5 Wo.)AT | CH10 (7 Wo.)CH | — | US35 (3 Wo.)US | Erstveröffentlichung: 2. Oktober 2009 Verkäufe: + 130.500      |
| 2014 | Kings of Suburbia Polydor (UMG)              | DE2 (3 Wo.)DE | AT8 (2 Wo.)AT | CH11 (3 Wo.)CH | — | — | Erstveröffentlichung: 3. Oktober 2014                          |
| 2017 | Dream Machine Starwatch Entertainment (Sony) | DE5 (3 Wo.)DE | AT10 (2 Wo.)AT | CH15 (1 Wo.)CH | — | — | Erstveröffentlichung: 3. März 2017                             |
| 2022 | 2001 Epic Records (Sony)                     | DE10 (1 Wo.)DE | AT45 (1 Wo.)AT | CH43 (1 Wo.)CH | — | — | Erstveröffentlichung: 18. November 2022                        |

## Auszeichnungen
| Award           | Kategorie                   | Land        |
| --------------- | --------------------------- | ----------- |
| Bambi           | Pop National                | Deutschland |
| Comet           | Bester Newcomer Super Comet | Deutschland |
| Eins Live Krone | Bester Newcomer             | Deutschland |

| Award                  | Kategorie                                | Land                              |
| ---------------------- | ---------------------------------------- | --------------------------------- |
| World Music Award      | Best Selling German Act                  | International verliehen in London |
| Echo                   | Bester Newcomer                          | Deutschland                       |
| Steiger Award          | Bester Newcomer                          | Deutschland                       |
| Comet                  | Best Foreign Band Best Foreign Newcomer  | Ungarn                            |
| MTV Award              | Best Rock Band                           | Frankreich                        |
| Bravo Otto Gold        | Beste Rockband                           | Deutschland                       |
| Goldene Stimmgabel     | erfolgreichste Gruppe Pop Shooting Star  | Deutschland                       |
| Eins Live Krone        | Bester Live Act                          | Deutschland                       |
| Goldener Pinguin       | Bester Newcomer Bester Song              | Österreich                        |
| Radio Regenbogen Award | Pop National                             | Deutschland                       |
| BILD Osgar             | Musik                                    | Deutschland                       |
| Popcorn Awards         | Bester Newcomer International            | Ungarn                            |
| Bravo Otto             | Bester Newcomer Beste Band International | Ungarn                            |
| Bayrischer Musiklöwe   | Beste Pop-Band                           | Deutschland                       |

| Award                          | Kategorie                                                                       | Land                        |
| ------------------------------ | ------------------------------------------------------------------------------- | --------------------------- |
| European Border Breakers Award | Best Selling German Act – Schrei Album                                          | Europa verliehen in Cannes  |
| Berliner Bär                   | Rock                                                                            | Deutschland                 |
| Echo                           | Bestes Video – Der Letzte Tag                                                   | Deutschland                 |
| Bravo Otto Gold                | Beste Rockband                                                                  | Deutschland                 |
| Comet                          | Beste Band Bestes Video – Der Letzte Tag Super Comet                            | Deutschland                 |
| Goldene Stimmgabel             | Gruppe Rock International                                                       | Deutschland                 |
| MTV Europe Music Awards        | Inter Act                                                                       | Europa verliehen in München |
| Kids’ Choice Awards            | Beste Band                                                                      | Europa verliehen in Mailand |
| Goldener Pinguin               | Single Of The Year – Durch den Monsun                                           | Österreich                  |
| BZ Kulturpreis                 | Rock                                                                            | Deutschland                 |
| Festivalbar                    | Digital                                                                         | Italien                     |
| TMF Awards                     | Best New Artist Best Album – Scream Best Pop International Best Video – Monsoon | Belgien                     |

| Award                   | Kategorie                                                                                        | Land                              |
| ----------------------- | ------------------------------------------------------------------------------------------------ | --------------------------------- |
| NRJ Music Awards        | Best International Band                                                                          | Frankreich                        |
| Goldene Kamera          | Beste Musik National                                                                             | Deutschland                       |
| Echo                    | Bestes Video – Spring Nicht                                                                      | Deutschland                       |
| Emma                    | Best International Artist                                                                        | Finnland                          |
| Bravo Otto Silber       | Beste Rockband                                                                                   | Deutschland                       |
| Comet                   | Beste Band Bestes Video – An Deiner Seite Bester Live Act Supercomet                             | Deutschland                       |
| MTV Video Music Awards  | Best New Artist                                                                                  | USA                               |
| MTV Latin Music Awards  | Bester Song – Monsoon Bester Internationaler Newcomer Bester Klingelton – Monsoon Bester Fanclub | International verliehen in Mexiko |
| MTV Europe Music Awards | Headliner                                                                                        | Europa verliehen in Liverpool     |
| Goldener Pinguin        | Band Des Jahres                                                                                  | Österreich                        |
| Rockbjörnen Awards      | Beste Band International                                                                         | Schweden                          |
| TRL Awards              | Best Band Best Number 1 Song Of The Year – Monsoon                                               | Italien                           |
| TMF Awards              | Best Male International – Bill Kaulitz Best Video International – Don’t Jump                     | Belgien                           |

| Award                   | Kategorie                    | Land                       |
| ----------------------- | ---------------------------- | -------------------------- |
| Comet                   | Bester Online Star           | Deutschland                |
| Bravo Otto Gold         | Superband                    | Deutschland                |
| TRL Awards              | Artist Of The Year           | Italien                    |
| MTV Europe Music Awards | Beste Band                   | Europa verliehen in Berlin |
| Bayrischer Musiklöwe    | Export Hit Of Germany        | Deutschland                |
| Audi Generation Award   | International                | Deutschland                |
| Telehit Awards          | Best International Rock Band | Mexiko                     |

| Award                   | Kategorie                                    | Land                       |
| ----------------------- | -------------------------------------------- | -------------------------- |
| NRJ Music Awards        | Band Of The Year                             | Frankreich                 |
| Comet                   | Bester Live Act                              | Deutschland                |
| MTV Europe Music Awards | Best World Stage Performance                 | Europa verliehen in Madrid |
| Goldener Pinguin        | Band Of The Year Album Of The Year           | Österreich                 |
| Emma                    | Best International Artist                    | Finnland                   |
| Radio Regenbogen Awards | Band International                           | Deutschland                |
| Kids’ Choice Awards     | Favorite Music Star                          | International              |
| Rockbjörnen Awards      | Concert Of The Year Foreign Song Of The Year | Schweden                   |
| Bravo Otto Silber       | Superband                                    | Deutschland                |

| Jahr | Award                                                     | Kategorie                  | Land          |
| ---- | --------------------------------------------------------- | -------------------------- | ------------- |
| 2011 | MTV O Music Awards                                        | Best Fan Army              | International |
| 2011 | MTV Video Music Aid Japan                                 | Best Rock Video            | Japan         |
| 2011 | MTV O Music Awards (wurde im Jahr 2011 zwei Mal vergeben) | Best Fan Army              | International |
| 2012 | Bravo Otto Bronze                                         | Superband                  | Deutschland   |
| 2012 | MTV O Music Awards                                        | Best Fan Army              | International |
| 2013 | MTV O Music Awards                                        | Best Fan Army              | International |
| 2013 | MTV Europe Music Awards                                   | Biggest Fans – Aliens      | Europa        |
| 2015 | MTV Italy                                                 | Best Artist From The World | Italien       |

## Trivia
- In den RTL Freitag Nacht News gab es eine Comedy-Parodie namens Tokyo Motel. Bei TV total wurde das Lied Durch den Monsun von Stefan Raab parodiert.[29] In der Sendung Dennis & Jesko wurden die Kaulitz-Zwillinge parodiert.
- Für die schwedische Modekette H&M beteiligten sich die vier Mitglieder von Tokio Hotel neben vielen anderen Künstlern wie Katy Perry, Yoko Ono und der Burlesque-Tänzerin Dita Von Teese 2009 an der Kampagne „Fashion against Aids“ („Mode gegen Aids“). Der Erlös der Kampagne kam Aids-Projekten zugute.[30]